# Soňa Szomolányi
Soňa Szomolányi (* 5. prosince 1946 Poprad) je slovenská politoložka a socioložka.

## Život
Soňa Szomolányi vystudovala sociologii na Filozofické fakultě Univerzity Komenského v Bratislavě. Studium ukončila v roce 1971. 
Pracovat začala na katedře sociologie filozofické fakulty, v letech 1992–1994 vedla na Univerzitě Komenského Institut středoevropských studií. V roce 1994 habilitovala v politologii. Následně pracovala tři roky jako vedoucí vědecká pracovnice v Sociologickém ústavu Slovenské akademie věd. Zabývala se výzkumem kritických bodů demokratizace Slovenska po roce 1989. V roce 2000 byla jmenována profesorkou politologie. Na Filozofické fakultě Univerzity Komenského se pak stala vedoucí katedry politologie.
Přednášela mj. na univerzitách ve švýcarském Fribourgu, v Göteborgu a Umeå ve Švédsku nebo na Středoevropské univerzitě v Praze.
Před slovenskými parlamentními volbami v září 2023 varovala, že pokud v nich zvítězí Robert Fico, bude slovenská demokracie v ohrožení. Bojuje totiž podle ní zápas o svou vlastní svobodu a svobodu svých lidí z vlád Smeru. „Někteří už jsou odsouzení, jsou ve vězení a teď otevřeně vyhrožuje vyšetřovatelům, soudcům, prokurátorům, že když se dostane k moci, tak si s nimi vyřídí účty. Takový útok – zatím verbální – na právní stát jsme nezažili ani za Mečiara,“ uvedla Szomolányi v únoru 2023.
V únoru 2024 uvedla, že na rozdíl od jiných zemí, kde autokratizace a ukrajování svobod probíhalo postupně, Ficova vláda sprintuje. Jeho politika je podle ní zaměřená na splnění dvou cílů, které se vůbec netýkají vytažení Slovenska ze stagnace a pasti středního příjmu. Jeho prvním cílem je co nejrychleji zabezpečit beztrestnost sobě a blízkým spolustraníkům, ať jsou obvinění nebo už ve vězení. Druhým cílem je zachovat si podporu voličů.

### Osobní život
Je vdaná, její manžel přednášel logiku na filozofické fakultě Univerzity Komenského. Má jednu dceru, která vystudovala a žije v Praze.

## Ocenění
- Řád Ľudovíta Štúra (2016)

## Dílo
- Szomolányi, Soňa: Kľukatá cesta Slovenska k demokracii, Stimul, 1999, ISBN 80-88982-11-1
- Szomolányi, Soňa, Zemko, Milan, Duleba, Alexander: Spoločnosť a politika na Slovensku: Cesty k stabilite 1989-2004, Univerzita Komenského, Bratislava, 2005, ISBN 80-223-2077-3